# Friedrich Epstein
Friedrich Epstein (* 27. Januar 1882 in Breslau; † 22. Dezember 1943 im KZ Auschwitz-Birkenau, auch Fritz Epstein) war ein deutscher Chemiker und „Wissenschaftliches Mitglied“ der Kaiser-Wilhelm-Gesellschaft. Epstein leitete eine Abteilung am  Kaiser-Wilhelm-Institut für Chemie und Elektrochemie in Berlin. Aufgrund seiner jüdischen Herkunft wurde er im KZ Auschwitz ermordet.

## Leben
Epstein stammte aus einer vermögenden Breslauer Familie. Seine Eltern waren der Fabrikbesitzer Joseph Epstein und dessen Frau Marie Friedenthal. Seit 1927 wohnte Friedrich Epstein mit seiner Schwägerin Elsbeth Luise Epstein und deren Tochter Annemarie in der Grunewaldallee 20 (heute Argentinische Allee 20) in Berlin-Zehlendorf. Friedrich Epsteins Bruder, der Architekt Walther Epstein, hatte das Haus 1908 für die Familie entworfen.

## Ausbildung
1899 besuchte Friedrich Epstein das Johannesgymnasium Breslau, sein Abitur legte er am Wilhelms-Gymnasium in Berlin ab. Anschließend studierte er Chemie an den Universitäten München, Lausanne, Berlin und Heidelberg. Mit einer Dissertation Die Geschwindigkeit der chemischen Selbsterhitzung. Adiabatische Reaktionskinetik promovierte Epstein im Oktober 1905 in Heidelberg.

## Beruflicher Werdegang
Nach der Promotion leistete er zunächst seinen Militärdienst als Einjährig-Freiwilliger und wurde dann 1907 Assistent bei Fritz Haber an der Technischen Hochschule Karlsruhe. Als Fritz Haber 1911 als Direktor des Kaiser-Wilhelm-Instituts (KWI) für physikalische Chemie und Elektrochemie nach Berlin wechselte, folgte ihm Epstein. 1914 ging er kurz zu Reginald Oliver Herzog an die Deutsche Technische Hochschule in Prag, eine Stelle, die er jedoch bald wieder verließ, um als Soldat am Ersten Weltkrieg teilzunehmen. Im September 1914 wurde er schwer verwundet und aus der Armee entlassen. Ab 1915 war er wieder in Habers Institut in Berlin tätig, wo er drei Jahre lang die „rechte Hand“ Habers bei dessen Arbeiten zur chemischen Kriegsführung war. Haber und Epstein standen sich auch persönlich sehr nahe. Epstein blieb bis 1933 als Abteilungsleiter am KWI für physikalische Chemie und Elektrochemie.

## Emigration
Nach dem Erlass des sogenannten „Gesetz zur Wiederherstellung des Berufsbeamtentums“ 1933 verlor Epstein, der zur evangelischen Kirche konvertiert war, auf Grund des Frontkämpferprivilegs trotz seiner Herkunft nicht sofort seine Stellung, schied aber „freiwillig“ aus dem Kaiser-Wilhelm-Institut aus. 1934 emigrierte er nach Frankreich, wo er versuchte, anderen emigrierten Wissenschaftlern Arbeitsmöglichkeiten zu beschaffen. Hilfsangebote für sich selbst lehnte er allerdings ab.
Bis 1940 lebte er in einem kleinen Hotel in Paris. Dort traf er bei der Familie Levy Else Weil wieder, die er bereits aus Berlin kannte und verehrt hatte. Im September 1939 wurden Friedrich Epstein und Else Weil, die erste Ehefrau Kurt Tucholskys, als Staatenlose von der französischen Regierung erstmals kurzfristig interniert, jedoch nach kurzer Zeit wieder freigelassen. Nach dem Einmarsch der Deutschen im Mai 1940 flohen beide in unbesetztes Gebiet.
Friedrich Epstein wurde im Süden Frankreichs, in Saint-Cyr-sur-Mer, von seiner Nichte Annemarie Meier-Graefe, Frau des Julius Meier-Graefe, aufgenommen. Ende Mai 1940 folgte die zweite Internierung im Lager von Les Milles. Als Annemarie Meier-Graefe im Frühjahr 1941 in die USA emigrierte, überließ sie Friedrich Epstein und Else Weil ihr Haus La Banette in Saint-Cyr-Sur-Mer. Wenige Monate später lebten beide in Salernes zwischen Aix-en-Provence und Cannes. Dort standen sie unter polizeilicher Aufsicht (résidence forcée). Briefen zufolge planten sie ihre Heirat sowie eine gemeinsame Flucht in die Vereinigten Staaten. Die Nichte Annemarie Meier-Graefe schrieb später: seine Begegnung mit Pimbusch (der Spitzname Else Weils) zählte zu den schönsten Perioden in seinem Leben – kurz bevor er starb. Als Else Weil im August 1942 in das Internierungslager Les Milles deportiert wurde, versuchten Epstein und die Familie Levy verzweifelt sie zu retten, jedoch ohne Erfolg.
Bis Ende Mai 1943 lebte Epstein im Hotel Allégre in Salernes, danach wieder in einem Hotel in Paris. Am 17. Dezember 1943 wurde Epstein mit dem Transport No. 63 vom Sammellager Drancy nach Auschwitz deportiert und dort vermutlich ermordet. Der 22. Dezember 1943 wurde von der Stadt Salernes – per Todesurkunde von 1948 – als sein Sterbedatum festgelegt.

## Rezeption
„Dann war da ein bekannter Chemiker, ein deutscher Universitätsprofessor, welcher der Heeresleitung im ersten Krieg durch seine Erfindungen große Dienste geleistet hatte. Er war ein Herr von etwa sechzig Jahren, klein, straff, schmal, er trug gewöhnlich einen unsäglich schmutzigen Tennisanzug und ein Monokel. Er hatte das Gehaben und die Ausdrucksweise eines deutschen Offiziers aus der Kaiserzeit, knappe, abgehackte, höfliche Manieren, merkwürdige Vokabeln, telegrammartig abgekürzte Sätze und Wendungen. Er ging stets herum mit einem leichten Dunst von Alkohol, und wann immer er einen traf, bot er einem einen Schnaps an oder sonst ein Getränk, stieß mit einem an, den Arm scharf eckig gehalten, einem eindringlich ins Auge blickend und darauf rechnend, daß man sich revanchiere. Manchmal packte ihn der Cafard [Depression], dann sagte er wohl: "Kommen Sie mir heute nicht nahe, ich habe einen Cafard"“